# Phytometra latruncula
Phytometra latruncula là một loài bướm đêm trong họ Erebidae.